# Ápádána
Ápádána byl rozlehlý palác, který nechal postavit perský velkokrál Dareios I. pro udělování audiencí a přijímání delegací. Jeho pozůstatky se nacházejí v oblasti bývalého perského hlavního města Persepolis na území dnešního Íránu asi 70 kilometrů severovýchodně od města Šíráz v provincii Fárs.

## Historie
Slovo Ápádána (ve staroperštině 𐎠𐎱𐎭𐎠𐎴) označovalo hypostylový sál či přijímací místnost s rovnou střechou, která byla podepřena kamennými sloupy.
Výstavba paláce započala v roce 518 před n. l. za vlády perského velkokrále z rodu Achaimenovců Dareia I., ovšem dokončena byla až v době, kdy se vlády ujal Dareiův syn a následník trůnu Xerxés I.
Ve 4. století před n. l. při svém vpádu do Persie vydrancovala a vypálila město Persepolis vojska Alexandra Velikého, avšak Ápádána byla jedním z mála objektů, které nebyly zničeny plameny a jehož ruiny se dochovaly. Materiál z pobořené stavby byl později použit pro výstavbu obydlí v blíkém okolí. Když byly ruiny paláce ve 20. století objeveny, tak už stálo pouze 13 z původních 72 pilířů. V 70. letech byl jeden ze zachovalých, avšak ležících pilířů opětovně vztyčen.
V roce 1931 při archeologických výzkumech starověké Persepole odkryl ruiny paláce německý archeolog Ernst Herzfeld.

## Architektura
Ápádána stojí v těsné blízkosti menšího obytného paláce nazývaného Tačara; oba paláce stojí zády k sobě. S podlahovou plochou 1000 m² byla největší stavbou na terasách v Persepoli. Střechu paláce podpíralo 72 sloupů, každý z nich měl výšku 24 metrů. 
Vstup do paláce tvořila dvě monumentální schodiště; jedno na severní a druhé na východní straně. Zdobena byla reliéfy s vyobrazením zástupců všech 23 národů, které byly podřízeny králi Dareiovi I. v rámci Perské říše. Zobrazení těchto postav je velmi podrobné a dává velmi přesný obraz o způsobu života a oblékání jednotlivých národností v 5. století před n. l.